# D河
D河位於美国俄勒冈州林肯市，一度沒有名字，曾被吉尼斯世界纪录大全列為「世界最短河流」，只有440英尺（130）長。但1989年該紀錄由蒙大拿州的羅河取代，而林肯市居民為了贏回最短河流的紀錄，在「極高潮」時測得該河僅120英尺（37）長。2006年起，吉尼斯世界纪录大全不再收錄最短河流這一條紀錄。 

## 命名

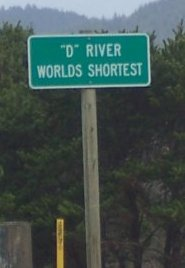

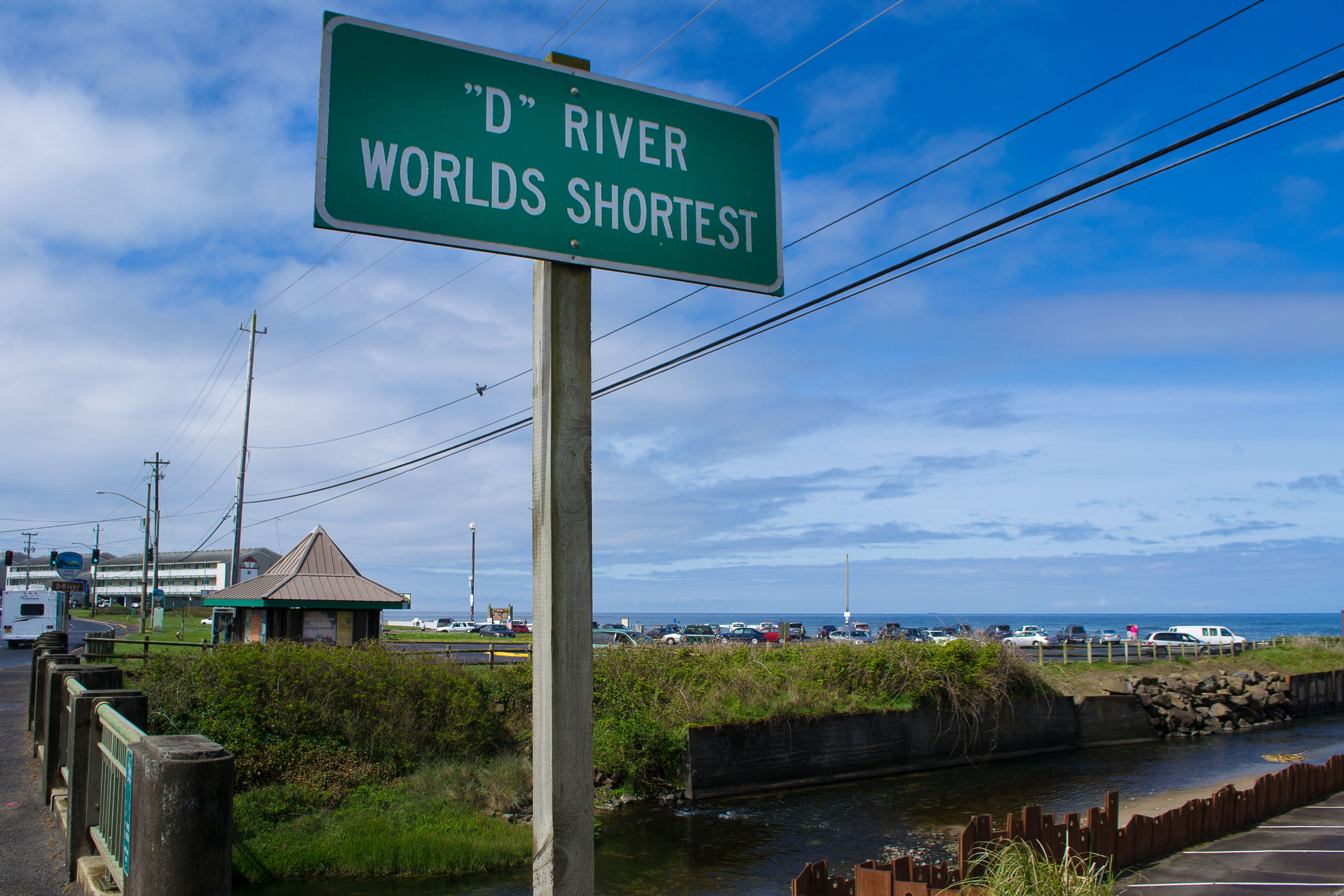
D河邊的標誌牌，牌上文字意為「D河，世界最短的河」。

該河數度易名，曾叫過「出海口」（the outlet）之類的名字。1940年當地大舉更改河名，在命名競賽中，「D河」這一名字因簡短而最終勝出，並沿用至今。

## 流經地
D河源自德弗爾斯湖，在101國道附近流入太平洋，河道全程在林肯市境內。101國道邊的D河州立公園每年春秋兩季會舉辦世界最大的風箏節。

## 行政區
此區域最初是迪萊克鎮（Delake），1965年時與周圍的鎮合併成立了林肯市。

## 外部連結
- Devils Lake Water Improvement District（页面存档备份，存于）